# Teatro pedagógico
Teatro pedagógico, ou teatro na educação, ou ainda teatro educativo é uma metodologia que consiste em trazer para a sala de aula as técnicas do teatro e aplicá-las na comunicação do conhecimento.